# Marc Berthomieu
Pour les articles homonymes, voir Berthomieu.
Marc Berthomieu, né le 9 décembre 1906 à Marseille et décédé le 11 mars 1991 à Paris, est un compositeur, poète et auteur dramatique français
ainsi que réalisateur du premier film parlant de Jules Berry[réf. nécessaire].

## Biographie
Marc Berthomieu entre au Conservatoire de Paris à la rentrée 1926 dans la classe d'harmonie de Charles Silver, puis de contrepoint et fugue de Noël Gallon à partir de 1930 et enfin de composition l'année suivante dans la classe d'Henri Büsser. Ses plus hautes récompenses au Conservatoire seront un 2e prix d'harmonie et un 1er prix de fugue obtenus aux concours de 1931. Il est lauréat du Concours de Rome et reçoit les Prix de l'Institut de France et Prix Léo Délibes[réf. nécessaire]. 
Il obtiendra le prix Ernest Reyer pour son opéra Kœnigsmark. Plus tard, il consacre une part importante de son activité à l'enseignement et travaille pour la radio et la télévision mais aussi pour le cabaret (Lapin agile, Les 2 Anes...). Il fonde en 1962 le Conservatoire Municipal du 15e arrondissement de Paris. En 1973, la SACEM lui décerne le prix Didier Mauprey pour l'ensemble de son œuvre, et, en 1977, il reçoit le prix Maurice Yvain par la Société des Auteurs et Compositeurs Dramatiques (SACD) pour ses opérettes. Il a en outre reçu le prix Jean Cocteau pour son œuvre littéraire en 1981.

## Œuvres principales
Ses œuvres lyriques les plus importantes sont : Colin-Martine, La Tendre Alyne, Poussin, Roger Bontemps, Kœnigsmark, Pêcheur d’Etoiles (en collaboration avec Alain Vanzo) et Le Chevalier des mers (en collaboration avec Bernard Sinclair).
Marc Berthomieu a composé des chansons : C’est mon meilleur ami, La Chose, Absence.
On lui doit aussi de nombreuses pièces de musique de chambre pour flûte (Chats, Arcadie), violoncelle et violon ; une centaine de mélodies (par exemple Les Jardins de Paris, enregistrés par Gabriel Bacquier, (Maguelone[Quoi ?]), huit mélodies sur des poèmes d'Henry Jacqueton, enregistrées par Michel Dens puis par Mario Hacquard et Lorène de Ratuld (Hybrid'Music) ; de la musique de scène ; des ballets (Interférence, La visite imprévue) ; des musiques de films.
En 1931, Marc Berthomieu a réalisé sous le pseudonyme Modeste Arveyres le film produit par Jacques Haïk, Mon cœur et ses millions avec Jules Berry et Suzy Prim.

### Œuvres pour la scène
- Marivaudage, opéra-comique en un acte (1928) [1]
- Colin Martine, opéra-comique en un acte (1934)
- La Petite Mouche, conte lyrique (1936)
- La Tendre Alyne, opéra comique (1941)
- Perette et Nicolas (1942)
- Rovère et Angisèle, opéra d'après Albert Samain (1945)
- La Dame de Mercœur, comédie lyrique en deux actes et dix-huit tableaux (1946)
- La Visite imprévue (1960)
- Kœnigsmark, opéra (1967)
- Interférences (1968)
- Vers la lumière, opéra-comique (1978)
- 10 opérettes dont Pêcheurs d'étoiles, avec Alain Vanzo (1972)
- Le Chevalier des mers, avec Bernard Janssen (1973)
- 4 comédies musicales et des ballets

### Musique pour orchestre
- Concertstück pour piano et orchestre (1966) [1]
- La Sangria, concerto pour guitare et castagnettes (1968)
- Musiques de film, de "Son et Lumière", pour la radio et la télévision

### Musique de chambre
- Suite en sol pour violoncelle et piano (1938) [1]
- Suite romantique pour flûte et piano (également avec orchestre à cordes, 1941)
- Arcadie, 3 mouvements pour 4 flûtes (1941)
- Esquisses pour flûte, violon alto, violoncelle et harpe (1962)
- Trio d'archets (1967)
- Suite dansant pour flûte, hautbois, clarinette, basson, cor et piano (1968)
- Poème pour flûte et piano (également avec orchestre à cordes, 1969)
- 4 Interludes pour violoncelle et piano (1983)
- pièces pour piano, nombreuses mélodies